# Kōichi Satō (Schauspieler)

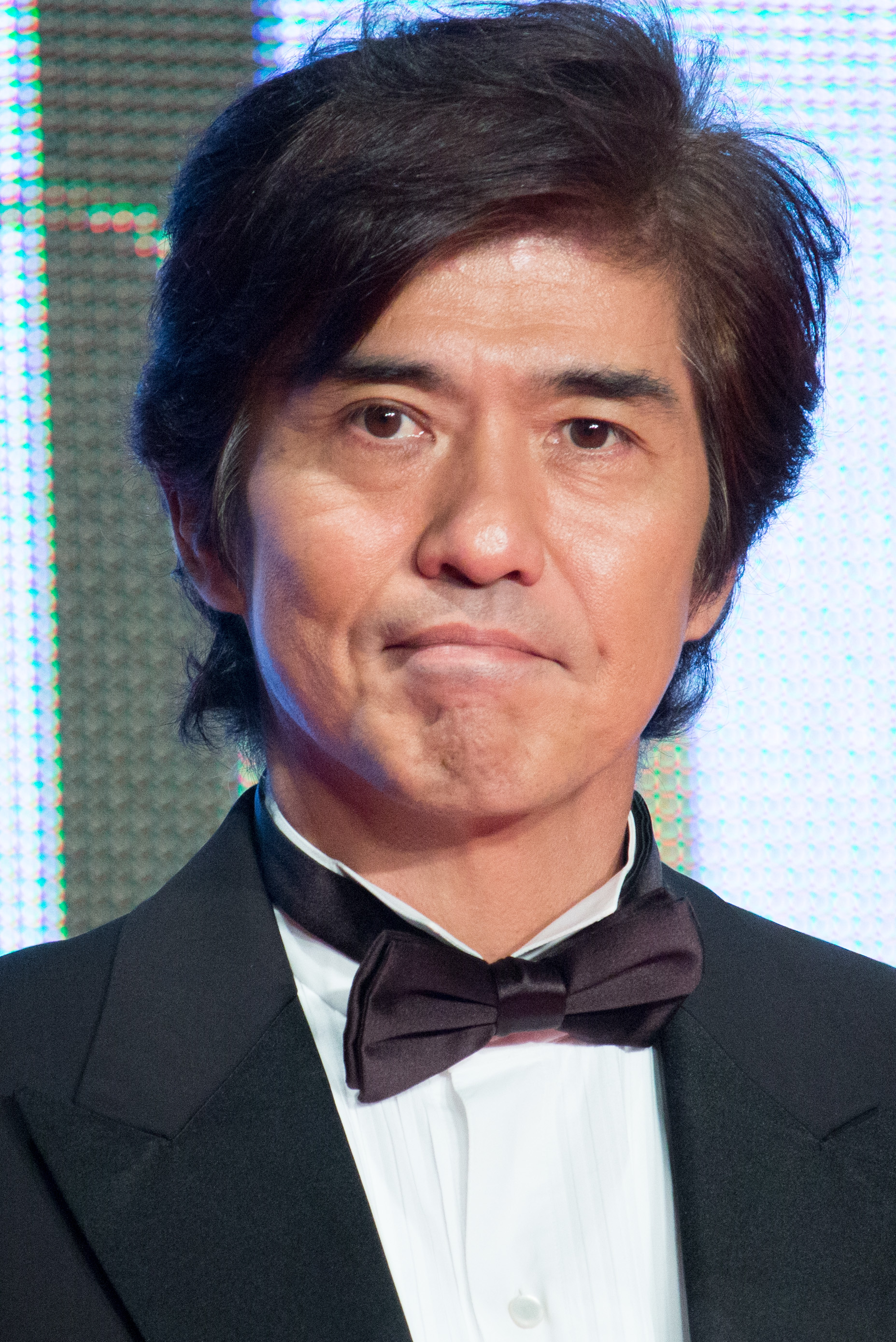
Kōichi Satō (2015)

Kōichi Satō (jap. 佐藤 浩市, Satō Kōichi; * 10. Dezember 1960 in Tokio) ist ein japanischer Schauspieler.

## Leben
Kōichi Satō ist der Sohn des Schauspielers Rentarō Mikuni. Sein eigenes schauspielerisches Schaffen umfasst mehr als 180 Produktionen.

## Filmographie
| - Fukushima (2020) - Shonen Merikensack (2008) - Za majikku awa (2008) - Smile Seiya no Kiseki (2007) - Sukiyaki Western Django (2007) - Yōki na Gang ga Chikyū o Mawasu (2006) - Starfish Hotel (2006) - The Uchoten Hotel (2006) - Kurai Tokoro de Machiawase (2006) - Umineco (2005) - Yuki ni Negau Koto (2005) - Bokoku no Igisu (2005) - Kansen (2004) - Makai Tensho (2003) - Der letzte Feldzug der Samurai (2003) - Rokkazu (2003) - Utsutsu (2002) - KT (2002) - Shin Jingi Naki Tatakai (2000) - Whiteout (2000) - Kao (2000) - Rasen (1998) - Gonin (1995) - Chushingura gaiden yotsuya kaidan (1994) - Tokarefu - Gyoei no mure (1983) - Seishun no mon (1981) - Hako Otoko | - Kanryōtachi no natsu (2009 TBS) - Karei-naru ichizoku (2007 TBS) - Suppli (2006 Fuji TV) - Kemonomichi (2006 TV Asahi) - Climber's High (2005 NHK) - Pride (2004 Fuji TV) - Shinsengumi! (2004 NHK) - Kougen e irasshai (2003 TBS) - Tengoku e no kaidan (2002 NTV) - Chūshingura 1/47 (2001 Fuji TV) - Aru hi, arashi no you ni (2001 NHK) - Tenki-yoho no koibito (2000 Fuji TV) - Dokushin seikatsu (1999 TBS) - Africa no yoru (1999 Fuji TV) - Tabloid (1998 Fuji TV) - Tsubasa wo kudasai! (1996 Fuji TV) - Koibito yo (1995 Fuji TV) - Koi mo ni dome nara (1995 NTV) - Yokohama shinju (1994 NTV) - Homura tatsu (1994 NHK) - Subarashiki kana jinsei (1993 Fuji TV) - Kōkō kyōshi (1993 TBS) - Homura tatsu (1993 NHK) - Shinai naru mono e (1992 Fuji TV) - Tobuga gotoku (1990 NHK) |

## Auszeichnungen
- 1982: Blue Ribbon Awards: Bester Nachwuchsdarsteller in Seishun no mon
- 1982: Japanese Academy Award: Bester Nachwuchsdarsteller in Seishun no mon
- 1994: Nikkan Sports Film Award: Bester Darsteller in Chushingura gaiden yotsuya kaidan
- 1995: Japanese Academy Award: Bester Darsteller in Chushingura gaiden yotsuya kaidan
- 1995: Yokohama Film Festival: Bester Nebendarsteller in Tokarefu
- 2001: Japanese Academy Award: Bester Nebendarsteller in Whiteout
- 2003: Blue Ribbon Awards: Bester Darsteller in KT
- 2004: Japanese Academy Award: Bester Nebendarsteller in Mibu gishi den
- 2005: Tokyo International Film Festival: Bester Darsteller in Yuki ni Negau Koto
- 2007: Mainichi Eiga Concours: Bester Darsteller in Yuki ni Negau Koto